# 2024년 하계 올림픽 스케이트보드 여자 파크
2024년 하계 올림픽 스케이트보드 여자 파크에 대한 문서이다. 2024년 하계 올림픽 여자 파크 스케이트보드 대회는 2024년 8월 6일 프랑스 파리 (프랑스) 콩코르드 광장에서 열렸다.

## 대회 형식
예선에서는 22명의 스케이트보더가 4개의 예선으로 분류되었다. 각 스케이터는 지정된 히트에서 45초씩 세 번 뛰었다. 각 스케이터의 3번의 득점 중 최고 득점으로 순위를 매겼다. 예선 종합순위 상위 8명의 선수가 결승에 진출했다.

## 경기 결과

### 결선
| 순위 | 선수                | 국가           | 점수     | 점수     | 점수     |
| 순위 | 선수                | 국가           | 1차 시기 | 2차 시기 | 3차 시기 |
| ---- | ------------------- | -------------- | -------- | -------- | -------- |
| 1    | 어리사 트루         | 오스트레일리아 | 35.53    | 90.11    | 93.18    |
| 2    | 히라키 고코나       | 일본           | 91.98    | 79.79    | 92.63    |
| 3    | 스카이 브라운       | 영국           | 80.57    | 91.60    | 92.31    |
| 4    | 도라 바렐라         | 브라질         | 85.06    | 77.62    | 89.14    |
| 5    | 하일리 시르비외     | 핀란드         | 71.40    | 71.56    | 88.89    |
| 6    | 브라이스 웨트스타인 | 미국           | 88.12    | 9.66     | 73.26    |
| 7    | 나이아 라소         | 스페인         | 59.85    | 7.66     | 86.28    |
| 8    | 구사키 히나노       | 일본           | 2.66     | 17.86    | 69.76    |

## 같이 보기
- 2024년 하계 올림픽 스케이트보드 남자 파크
- 2024년 하계 올림픽 스케이트보드 여자 스트리트